# Велика сряда
Велика сряда в християнската традиция е срядата на Страстната седмица. В православието тя се свързва с евангелската Притча за двамата длъжници, в която Иисус Христос сочи опрощаването на грешниците като по-важно от това на праведниците,[Лук. 7:36:50] както и с решението на Юда Искариотски да предаде Христос.